# 둥춘화
둥춘화(중국어 간체자: 董春华, 정체자: 董春華, 병음: Dǒng Chūnhuá, 1990년 8월 4일 ~ )는 중화인민공화국의 야구 선수이다. 2009년 월드 베이스볼 클래식에서 중국 야구 국가대표팀의 일원으로 있었다.